# Paragagrella basalis
Paragagrella basalis is een hooiwagen uit de familie Sclerosomatidae.